# Гуаньду (станция метро)
«Гуаньду» (англ. Guandu; кит. 關渡) — станция линии Даньшуй Тайбэйского метрополитена. Станция открыта 28 марта 1997 года в составе первого участка линии Даньшуй. Расположена между станциями «Чжувэй» и «Чжунъи». Находится на территории района Бэйтоу в Тайбэе.

## Техническая характеристика
Станция «Гуаньду» — наземная с боковыми платформами. Для перехода на противоположную платформу оборудован мостик над путями. На станции есть два выхода. 23 февраля 2018 года на станции были установлены автоматические платформенные ворота.

## Близлежащие достопримечательности
Недалеко от станции находятся музей стекла Титтот, парк Гуаньду и храм Гуаньду, посвящённый богине Мацзу.